# サン・マルタン (西インド諸島)

サン・マルタン
Collectivité de Saint-Martin

サン・マルタン（フランス語: Saint-Martin）は、カリブ海のリーワード諸島（小アンティル諸島北部）にあるセント・マーチン島（フランス語名: サン・マルタン島）北部にあるフランスの海外準県（collectivité d'outre-mer, 略称: COM）である。

## 地理

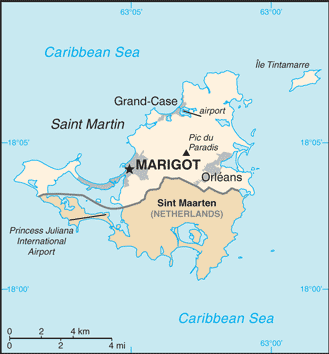
サン・マルタン

### 位置・広がり
フランス海外準県サン・マルタン（Collectivité de Saint-Martin）は、サン・マルタン島（セント・マーチン島）の北半分に位置する。この島の中央には国境線が引かれており、南半分がオランダ領（シント・マールテン）となっている。南半分の「オランダ領側」を英語でダッチ・サイド（Dutch Side）とも呼び、対して北半分の「フランス領側」をフレンチ・サイド（French Side）とも呼ぶ。
また、海外準県サン・マルタンの領域には、サン・マルタン島の北東3kmに浮かぶタンタマール島（0.8km²）など周辺の小島も含む。

### 地勢

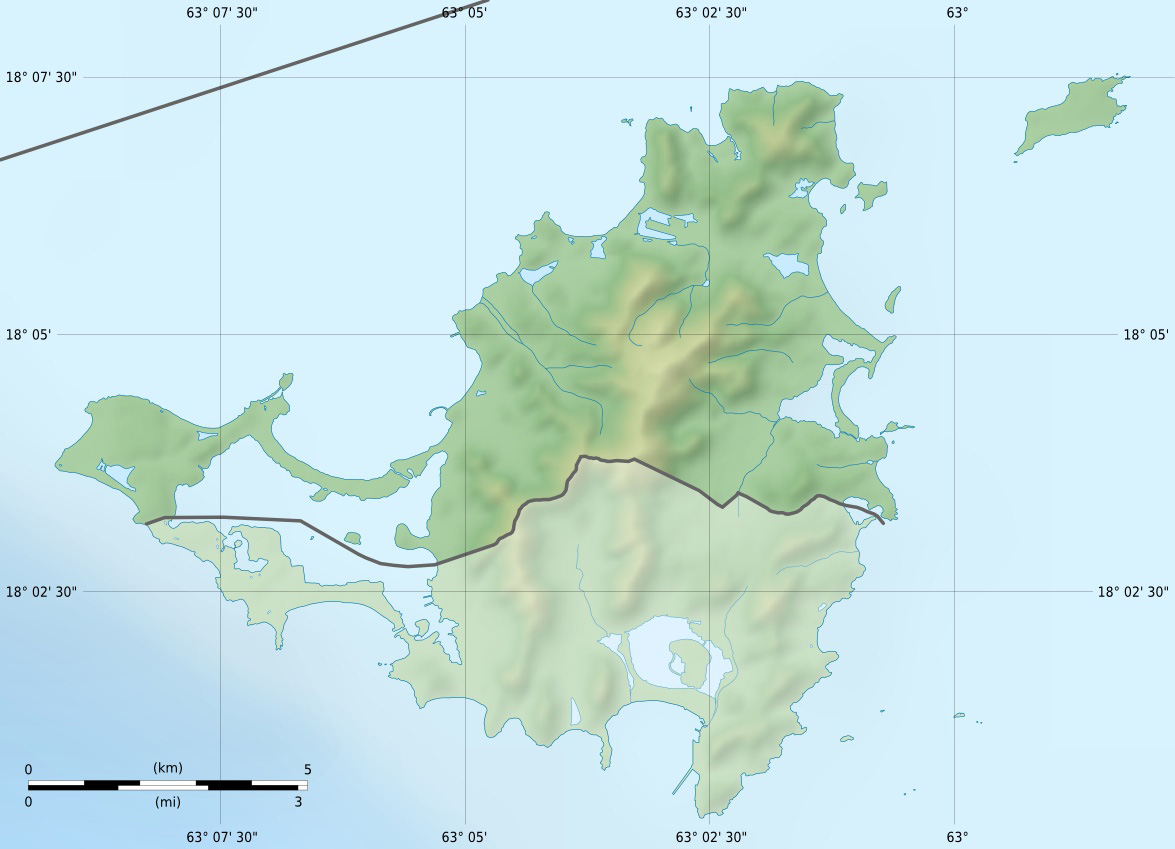
サン・マルタンの地形

サン・マルタンは山がちな地形であり、起伏に富んだ多くの丘と多くの入り江がある。また、砂州が発達し、多くの潟湖を擁している。
フランス領側の南部、島のほぼ中央にあるピク・パラディ（424m）は島の最高峰である。
西部にはシンプソン・ベイ・ラグーン（Simpson Bay Lagoon）が広がっている。
域内の14の池と浅瀬、海草の藻場、サンゴ礁、マングローブ、ラグーンを含む一帯は85種の鳥類およびオサガメなどのウミガメの生息地である。2011年にラムサール条約登録地となった。

### 気候
海洋性気候かつ熱帯気候で、北東貿易風が卓越している。気候は温暖で、年平均降水量は1500mm。7月から11月までハリケーン・シーズンである。

### 主要な地区
首府は、西部の港町マリゴに置かれている。住宅の多くは海沿いの低地に建てられており、グラン＝カーズ（Grand-Case）、コロンビエ（Colombier）、キュル＝ド＝サック（Cul-de-Sac）、カルティエ＝ドルレアン（Quartier-d'Orléans）、テール＝バス（Terres-Basses）などの地区がある。
- マリゴ
- マリゴから見た丘陵
- 海から見たサン・マルタン

## 歴史

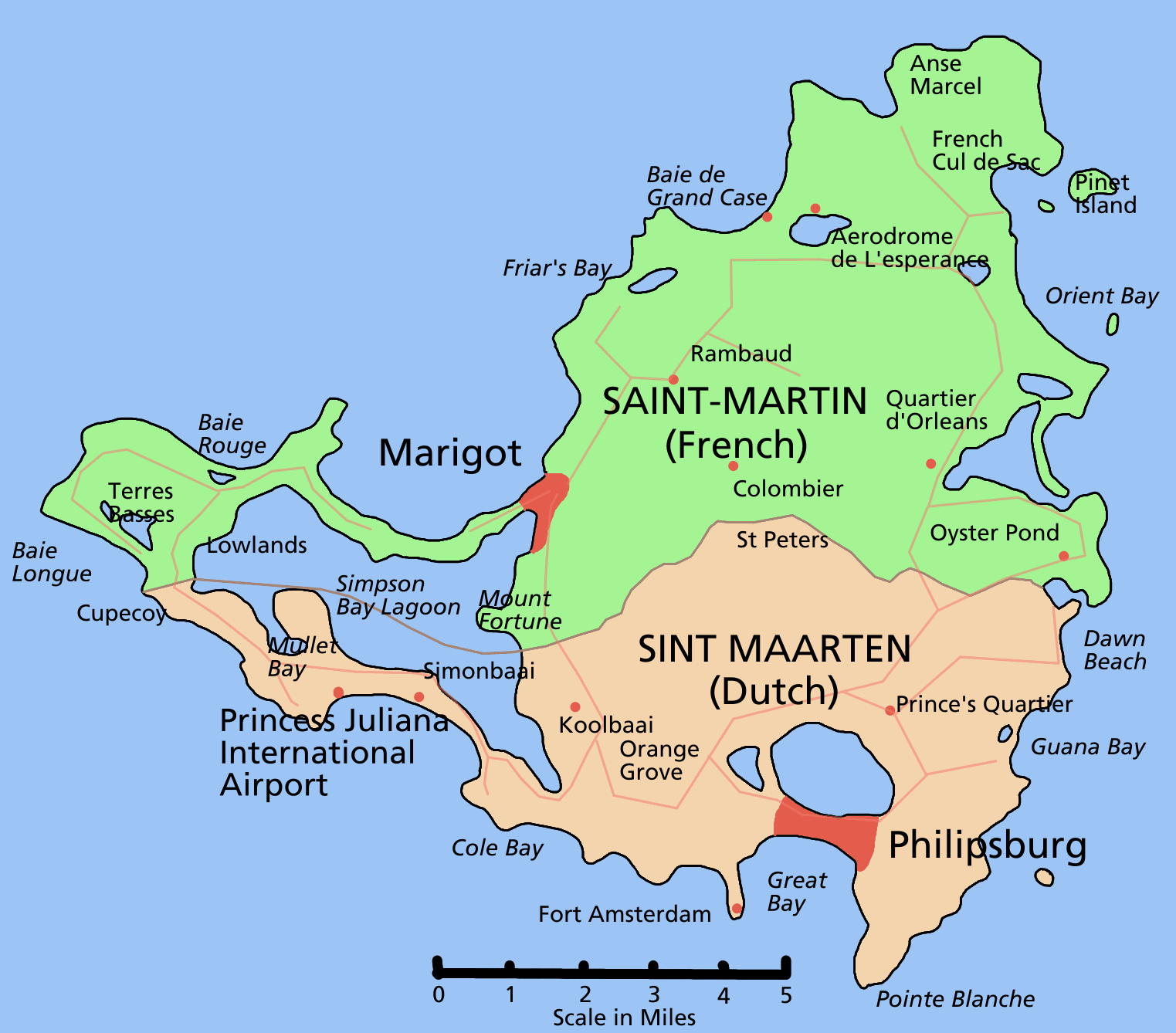
島の北部がフランス領サン・マルタンで南部がオランダ領シント・マールテン

### 「発見」と争奪
この島は、1493年にコロンブスによって「発見」され、サン・マルティン島（スペイン語: Isla de San Martín）と命名されたが、スペインはこの島への植民を重要視しなかった。島に注目をしたのは、フランスとオランダであった。フランス人たちは、トリニダードとバミューダの中間に拠点を欲していたのである。1630年にフランス人とオランダ人が相次いで島にやってきて、当初は海賊の隠れ場所として使われていた。
1633年、スペインがオランダから島を奪取し、入植者たちのほとんどを追放した (Capture of Saint Martin (1633)) 。スペインはオランダによる奪回の試みを退けているが、一方で拠点経営への関心を失い、三十年戦争の終結と共に島を放棄した。

### オランダとの分割

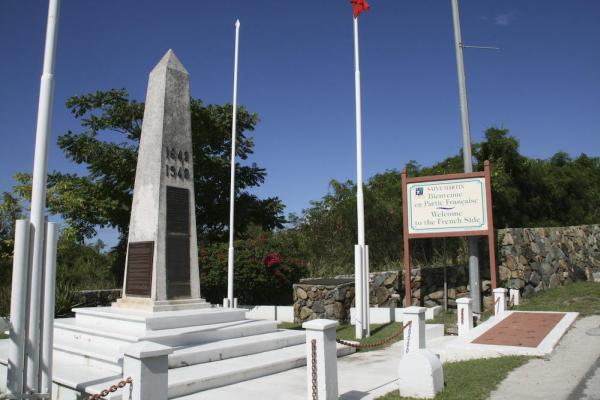
国境モニュメントのひとつ

空白となった島に、オランダとフランスが再び植民に乗り出した。フランスはセントキッツ島から、オランダはシント・ユースタティウス島から、それぞれ植民者を島に送り込んだ。この過程で衝突も発生し、相手が容易に退かないことを知った双方は、全面戦争に突入することを避けるべく、1648年にコンコルディア条約 に署名して島を二分した。その後、イギリスが島の支配を図り、フランス・オランダと激しく争うこととなった。1648年から1816年にかけて、持ち主の交替は16度も生じている。現在の境界線が確定したのは、1815年のパリ条約である。
島にはアフリカから多くの奴隷が移入された。最初に島へ奴隷を連れてきたのはスペイン人たちであったが、砂糖のプランテーション栽培が拡大すると、移入され労働に従事させられた奴隷の数は膨大なものとなった。1848年7月12日、フランス領側で奴隷制が廃止された。

### 20世紀以後
奴隷制度廃止後、プランテーション経営は衰退し、島の経済も後退した。1939年、セント・マーチン島（フランス・オランダ双方）は免税港を宣言した。
フランス領側が観光産業に注力を始めたのは1970年代からで、1950年代にすでに観光業を中心とした発展を見せたオランダ領側に遅れをとっている。フランス領側では、1980年代にホテルの建設など大規模な観光開発が進められた。

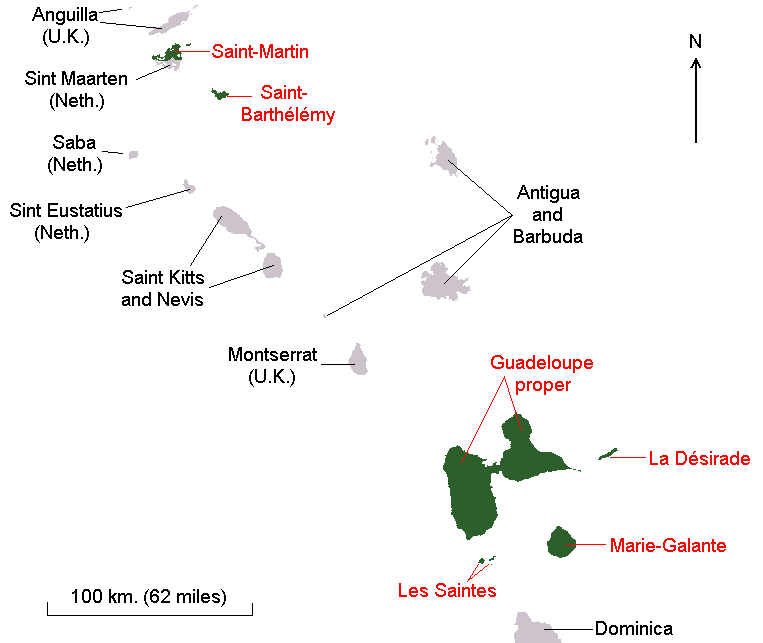
分離前のグアドループ県

かつてサンマルタンは、フランスの海外県であるグアドループ県の管轄下にあり、ともに北部諸島（les Îles du Nord）と総称されていたサン・バルテルミー島とともに、サン・マルタン＝サン・バルテルミー郡（Arrondissement de Saint-Martin-Saint-Barthélemy）を構成していた。サン・マルタン＝サン・バルテルミー郡には3つのカントン（小郡）、2つのコミューンが置かれており、サン・マルタンには2小郡（サン・マルタン第1小郡とサン・マルタン第2小郡）と1つのコミューン「サン・マルタン」があった。
グアドループ県からの離脱と、サン・バルテルミーとの分離を求める声が高まり、2003年の住民投票で76.17%が単独の海外準県（COM）となることを選択し、離脱・分離が決定された。
2007年2月22日、サン・マルタンは単独の海外共同体（海外準県）として発足した。

## 政治
サン・マルタン（Collectivité de Saint-Martin）は、フランスの海外準県である。
グアドループ県は欧州連合（EU）の「外部地域」という位置づけになっており、ここから離脱したサン・マルタンも「外部地域」としての地位に置かれている。法定通貨はユーロとなっている。

## 経済
観光産業と金融関連の経済が中心。

## 人口
約33102人の人口がいて、住民の大半はアフリカ系の黒人で、クレオールやフランス人の白人もいる。公用語はフランス語でフランス語のクレオール語も話す。宗教はローマ・カトリックが大半。

## 交通
オランダ領側との間の往来は容易であり、パスポートも不要。

### 港湾
サン・マルタンの中心地マリゴにあるマリゴ港は天然の良港で、多くの船が訪れる。また、島にある多くの入り江は、海洋リゾートやヨットハーバー（マリーナ）として整備されている。規模の大きなものとしては北部のアンス＝マルセル（Anse-Marcel）、東部のオイスター＝ポンド（Oyster pond）などが挙げられる。
マリゴとイギリス領アンギラとの間にフェリーが就航しているほか、サバ島やサン・バルテルミー島との間にも定期旅客航路が結ばれている。

### 空港
グランカーズ・エスペランサ飛行場があり、フレンチ・サイド北部のグランカーズ地区に所在する小規模な飛行場で、サン・バルテルミー島やグアドループなどカリブ海地域のフランス領とを結ぶ路線が発着している。さらに、島のオランダ領側には規模の大きなプリンセス・ジュリアナ国際空港がある。